# Ромоданівська вулиця (Київ)
Ромода́нівська ву́лиця — вулиця в Печерському районі міста Києва, місцевість Чорна гора. Пролягає від Лубенської вулиці до вулиці Генерала Кульчицького.

## Історія
Вулиця виникла в середині XX століття під назвою 661-ша Нова. Сучасна назва — з 1953 року, на честь смт. Ромодан Миргородського району Полтавської області.